# Anna Brigadere

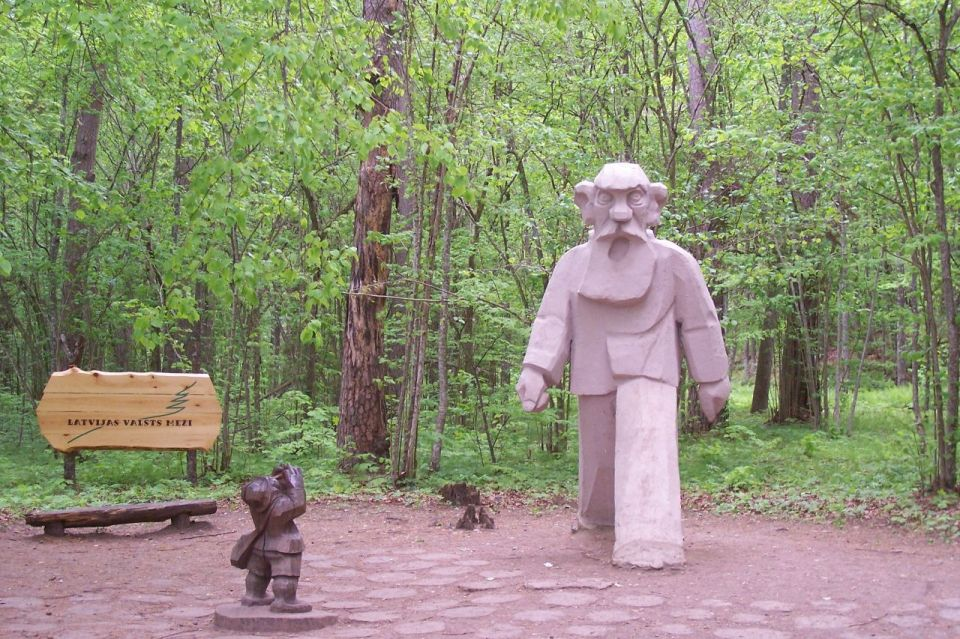
Darstellung des Sprīdītis im Park von Tērvete

Anna Brigadere (* 19. Septemberjul. / 1. Oktober 1861greg. in Tērvete, Gouvernement Kurland, Russisches Kaiserreich; † 25. Juni 1933 ebenda) war eine lettische Schriftstellerin.

## Leben
Anna Brigadere wuchs als Tochter eines Landarbeiters auf. Sie arbeitete als Näherin, Hausangestellte, sowie nach dem Besuch einer Frauenschule als Hauslehrerin und Redakteurin. Sie schrieb Komödien und Theaterstücke, teils nach lettischen Volkssagen. Ihr bekanntestes war Sprīdītis, die Geschichte eines jungen, lettischen Bauernknaben, der sich aufmacht, die Welt zu erkunden und in einem nahen Wald fantastische Abenteuer erlebt.
Sie ist darüber hinaus Autorin von vier autobiographischen Werken, darunter Dievs, daba, darbs (Gott, Natur, Arbeit) über das Leben einer lettischen Frau im späten 19. Jahrhundert.

## Werke (deutsch)
- Mare. Märchen. Latvju Grāmata, Riga 1941 (deutschsprachig verfasst)
- 3 Gedichte und eine „Lyrische Novelle“ in acht Gedichten in: Lettische Lyrik. Eine Anthologie. Übersetzt aus dem Lettischen von Elfriede Eckardt-Skalberg. A. Gulbis Verlag, Riga 1924 (Digitalisat im Internet Archive), S. 94–107
- Sprihditis. Märchen in sieben Bildern. Übersetzt aus dem Lettischen von Elfriede Eckardt-Skalberg. A. Gulbis Verlag, Riga 1922 (Lettische Literatur, Bd. 8)
- Der Sohn der Kraft. Eine lettische Heldensage. Fürth: G. Löwensohn Verlag 1927.